# Sandro O B
Sandro O.B. è il ventiduesimo album di DJ Gruff uscito il 7 novembre 2009 ed è stato presentato al centro sociale Leoncavallo di Milano.
Il disco realizzato in studio presenta la partecipazione di numerosi artisti della scena Hip Hop italiana tra cui spiccano Cenzou ed Esa. In questo disco DJ Gruff si è circondato anche di musicisti come Daniele Pulimeno, Antonio Tarantino (chitarrista) e Alessandro Semprevivo, rispettivamente basso, piano e batteria.

## Tracce
1. 1500 Lire – 4:41
2. L'attitudine – 3:19
3. L'Attitudine 2 feat. Cenzou, Svez – 2:40
4. La Lapa feat. Marco Lombardo, Clemente, Pijei Gionson – 5:51
5. Sotto La Panca – 4:18
6. Squadra Antimale feat. Clemente, Scratch Busters – 5:08
7. Caseconda feat. Clemente, Marco Lombardo, 2p – 4:47
8. Merda Secca feat. Dre Love, Ekspo – 4:11
9. scratch Fresci – 2:04
10. Ti Canto – 4:06
11. Livelli feat. Marco Lombardo, Clemente, Paura, Pijei Gionson – 6:50
12. Del Fumo – 3:48
13. Mentre Ci Penso Un Po' – 3:23
14. Labirinto feat. Sawerio – 3:47
15. Ronde feat. Esa – 3:42